# Ben Moreell

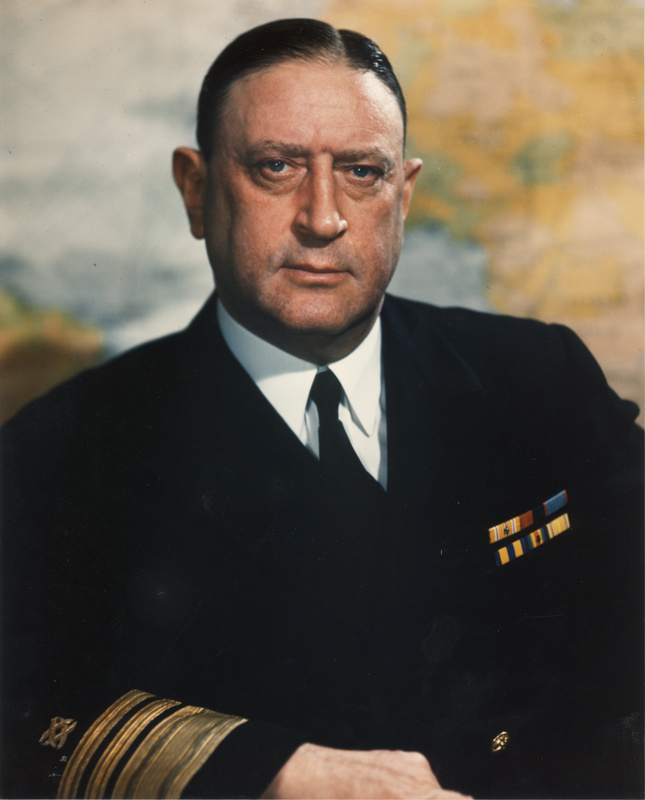
Almirante Ben Moreell

Ben Moreell (14 de septiembre de 1892- 30 de julio de 1978) fue un almirante de la Armada de los Estados Unidos conocido sobre todo por haber sido el fundador de los Seabees, que tuvieron un papel muy destacado en la Segunda Guerra Mundial, y por ser el único marino estadounidense no combatiente que alcanzó el grado de almirante.

## Biografía
Estudió ingeniería civil en la Universidad de Washington pero nada más graduarse se incorporó a la Armada de Estados Unidos. Durante la Primera Guerra Mundial mostró sus habilidades para la construcción y desarrollo de bases lo que llamó la atención del joven subsecretario de Marina Franklin D. Roosevelt. Hacia 1930 fue enviado a París a estudiar en la Escuela Nacional de Puentes y Caminos, que entonces era la mejor institución superior que había en el mundo sobre ingeniería con fines militares.
En diciembre de 1937 el presidente Roosevelt, un año después de su primera reelección, lo nombró jefe de la Oficina de Muelles y Astilleros e ingeniero civil jefe de la Armada. Una de sus decisiones más importantes fue la construcción de dos gigantescos diques secos en la base de Pearl Harbor que tras el ataque a Pearl Harbor permitieron reparar rápidamente los buques de guerra que habían sufrido graves daños sin necesidad de ser remolcados a la costa oeste de Estados Unidos. Asimismo todos los barcos seriamente dañados en la Campaña del Pacífico pudieron ser reparados allí, acortándose el tiempo para que pudieran volver a estar operativos.

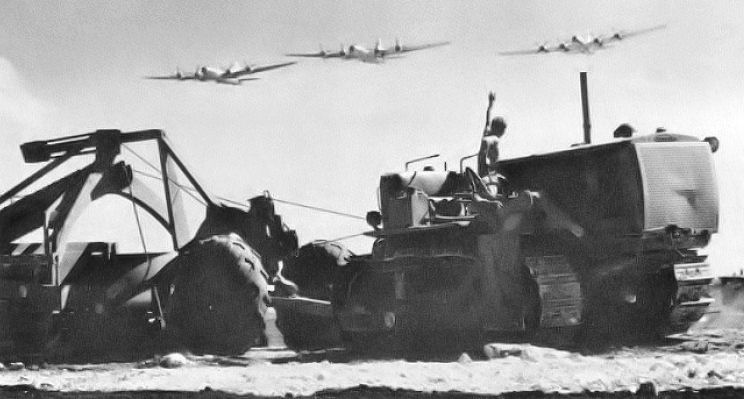
Miembro de los Seabees conduciendo un bulldozer durante la construcción de una de las pistas de aterrizaje de la isla de Tinian y saludando a una formación de B-29.

Pero su gran logro fueron los Seabees creados el 5 de marzo de 1942 por iniciativa suya. A finales de diciembre de 1941, pocos días después del ataque a Pearl Harbor que provocó la entrada de Estados Unidos en la Segunda Guerra Mundial, Moreell le había pedido al presidente Roosevelt la formación de batallones reclutados entre ingenieros, obreros cualificados y capataces de la construcción civil. La propuesta levantó un enorme revuelo porque significaba que oficiales de origen civil tendrían autoridad sobre todos los oficiales y tropa de la Armada asignados a ellos, pero finalmente gracias al apoyo del presidente se formaron los Batallones de la Construcción (o CB, por sus siglas en inglés), y que pasarían a conocerse como Seabees (literalmente «abeja del mar») por la pronunciación del acrónimo CB en inglés. El nuevo cuerpo contaría con la divisa ideada por Moreell «Construimus, Batuimus» ('Construimos, Luchamos') y sus miembros serían considerados combatientes por lo que si eran hechos prisioneros por el enemigo tendrían que ser tratados como tales y no podrían ser ejecutados.
Antes de ser enviados al frente los reclutas de los Batallones de la Construcción pasaban por un periodo de entrenamiento y de prácticas intensivo. Al terminar la guerra habían formado parte de los Seabees un total de 325.000 hombres, que habían construido infraestructuras militares, la mayoría de ellas en Asia y el Pacífico, por un valor superior a los 10.000 millones de dólares.
En plena guerra Moreell fue enviado a negociar un acuerdo con los trabajadores de las refinerías de petróleo que estaban en huelga y también se hizo cargo de la industria del carbón bituminoso que había pasado a control federal, demostrando así que «su capacidad de organización era inmensa».
Acabada la guerra pasó a la reserva y se dedicó a la industria privada y al asesoramiento en diversos organismos públicos. También participó en el desarrollo de la Academia Naval de los Estados Unidos. Fue distinguido con numerosos premios y condecoraciones.